# باتريشيا مارتن بيتس
باتريشيا مارتن بيتس هي رسامة وفنانة كندية، ولدت في 25 يونيو 1927 في سانت جون في كندا.